# 진주 의곡사 괘불도
진주 의곡사 괘불도는 대한민국 경상남도 진주시 의곡사에 있는 불화이다. 2014년 10월 29일 대한민국의 국가등록문화재 제624호로 지정되었다.

## 개요
근대기 동양화가(정종여)에 의해 제작된 유일한 괘불이라는 점에서 매우 독특한 사례이며, 특히 면포에 동양화 기법으로 표현한 좌상의 여래상은 과감한 생략과 활달한 필치, 그리고 밝은 색감과 환상적인 분위기가 매우 인상적인 작품이다.
6미터가 넘는 대형 화면에 이같이 필력을 살려 그린 것으로만 보아도 작가의 역량이 느껴지는 작품으로 근대기 제작된 불화들 가운데서도 미술사적으로 주목할 가치가 있다.

## 참고 자료
- 진주 의곡사 괘불도 - 국가유산청 국가유산포털